# Équipe d'Uruguay de football à la Copa América 1945
L'équipe d'Uruguay de football participe à sa 17e Copa América lors de cette édition 1945 qui se tient  à Santiago au Chili du 14 janvier au 28 février 1945.

## Résultats

### Classement final
Les sept équipes participantes sont réunies au sein d'une poule unique où chaque formation rencontre une fois ses adversaires. À l'issue des rencontres, l'équipe classée première remporte la compétition.
|   | Équipe    | Pts | J | G | N | P | BP | BC | Diff |
| - | --------- | --- | - | - | - | - | -- | -- | ---- |
| 1 | Argentine | 11  | 6 | 5 | 1 | 0 | 22 | 5  | +17  |
| 2 | Brésil    | 10  | 6 | 5 | 0 | 1 | 19 | 5  | +14  |
| 3 | Chili     | 9   | 6 | 4 | 1 | 1 | 15 | 5  | +10  |
| 4 | Uruguay   | 6   | 6 | 3 | 0 | 3 | 14 | 6  | +8   |
| 5 | Colombie  | 3   | 6 | 1 | 1 | 4 | 7  | 25 | -18  |
| 6 | Bolivie   | 2   | 6 | 0 | 2 | 4 | 3  | 16 | -13  |
| 7 | Équateur  | 1   | 6 | 0 | 1 | 5 | 9  | 27 | -18  |

| 24 janvier | Uruguay   | 5 | 1 | Équateur |
| 28 janvier | Uruguay   | 7 | 0 | Colombie |
| 7 février  | Brésil    | 3 | 0 | Uruguay  |
| 15 février | Uruguay   | 2 | 0 | Bolivie  |
| 18 février | Chili     | 1 | 0 | Uruguay  |
| 25 février | Argentine | 1 | 0 | Uruguay  |

### Matchs
| 24 janvier 1945                                                                                              | Uruguay                                          | 5 – 1 | Équateur   | Estadio Nacional (Santiago)                            |                                                        |
| | A. García 1re, 60e, 83e · Porta 28e · Varela 69e | (2 - 1) | Aguayo 39e | Spectateurs : 70 000 Arbitrage : Mário Silveira Vianna | Spectateurs : 70 000 Arbitrage : Mário Silveira Vianna |
| Máspoli - Pini, Tejera - Colturi, Varela, Viana - Castro, Ortiz, J. García ( 46e Riephoff), A. García, Porta | Équipes                                          | Medina - Henríquez, Zurita - Alvarez, Mejía, L. Mendoza - J. Mendoza, Jiménez, Raymondi Chávez ( Albán), Aguayo, Acevedo |            | Spectateurs : 70 000 Arbitrage : Mário Silveira Vianna | Spectateurs : 70 000 Arbitrage : Mário Silveira Vianna |

| 28 janvier 1945 | Uruguay                                                                        | 7 – 0 | Colombie | Estadio Nacional (Santiago)                            |                                                        |
| | A. García 22e, 89e · Riephoff 25e · J. García 37e, 83e · Ortiz 75e · Porta 86e | (3 - 0) |          | Spectateurs : 28 000 Arbitrage : Mário Silveira Vianna | Spectateurs : 28 000 Arbitrage : Mário Silveira Vianna |
| Máspoli - Pini, Prado - Colturi ( 63e Gambetta), Varela, Viana - Zapirain ( 60e Castro), Ortiz, Riephoff ( 30e J. García), A. García, Porta | Équipes                                                                        | Acosta - G. Mejía, Martínez ( Joliani) - Picalúa, Quintero, De la Hoz - De León, Gámez, González Rubio, Berdugo ( Recio), Mendoza |          | Spectateurs : 28 000 Arbitrage : Mário Silveira Vianna | Spectateurs : 28 000 Arbitrage : Mário Silveira Vianna |

| 7 février 1945 | Brésil                   | 3 – 0 | Uruguay | Estadio Nacional (Santiago)                            |                                                        |
| | Heleno 8e, 32e · Rui 20e | (3 - 0) |         | Spectateurs : 60 000 Arbitrage : José Bartolomé Macías | Spectateurs : 60 000 Arbitrage : José Bartolomé Macías |
| Oberdan - Domingos da Guia, Begliomini - Biguá, Rui, Jaime de Almeida - Tesourinha, Zizinho, Heleno, Jair, Ademir | Équipes                  | Máspoli - Pini ( 46e Tejera), Prado - Gambetta, Varela, Viana - Zapirain, Ortiz, A. García ( 65e Falero), J. García ( 46e Sarro), Porta |         | Spectateurs : 60 000 Arbitrage : José Bartolomé Macías | Spectateurs : 60 000 Arbitrage : José Bartolomé Macías |

| 15 février 1945                                                                                      | Uruguay                | 2 – 0 | Bolivie | Estadio Nacional (Santiago)                            |                                                        |
| | Falero 26e · Porta 75e | (1 - 0) |         | Spectateurs : 65 000 Arbitrage : Mário Silveira Vianna | Spectateurs : 65 000 Arbitrage : Mário Silveira Vianna |
| Máspoli - Tejera, Prado - Gambetta ( 57e), Sarro, Viana - Castro, Santiago, Falero, J. García, Porta | Équipes                | Arraya - Alcha (), N. Prieto - Saavedra (), Fernández, Calderón - Inchausti, Romero, Medrano ( Peredo), Orozco, Orgaz |         | Spectateurs : 65 000 Arbitrage : Mário Silveira Vianna | Spectateurs : 65 000 Arbitrage : Mário Silveira Vianna |

| 18 février 1945 | Chili     | 1 – 0 | Uruguay | Estadio Nacional (Santiago)                            |                                                        |
| | Medina 8e | (1 - 0) |         | Spectateurs : 65 000 Arbitrage : José Bartolomé Macías | Spectateurs : 65 000 Arbitrage : José Bartolomé Macías |
| Livingstone - Barrera, Vásquez - Las Heras, Pastene ( Ataglich), Busquets - Piñeiro, Clavero, Hormazábal, Contreras ( Vera), Medina ( Castro) | Équipes   | Máspoli - Tejera, Prado - Gambetta (), Sarro, Viana - Castro ( 70e Ortiz), A. García, Zapirain, Riephoff ( 18e J. García), Porta |         | Spectateurs : 65 000 Arbitrage : José Bartolomé Macías | Spectateurs : 65 000 Arbitrage : José Bartolomé Macías |

| 25 février 1945                                                                                          | Argentine   | 1 – 0 | Uruguay | Estadio Nacional (Santiago)                     |                                                 |
| | Martino 50e | (0 - 0) |         | Spectateurs : 75 000 Arbitrage : Juan Las Heras | Spectateurs : 75 000 Arbitrage : Juan Las Heras |
| Ricardo - Salomón, Palma - Sosa, Perucca, Colombo - Muñoz ( 77e Boyé), Méndez, Ferraro, Martino, Loustau | Équipes     | Máspoli - Tejera, Prado - Varela, Sarro, Viana - Ortiz, A. García ( 80e Falero), Zapirain, J. García ( 65e Castro), Porta |         | Spectateurs : 75 000 Arbitrage : Juan Las Heras | Spectateurs : 75 000 Arbitrage : Juan Las Heras |

## Navigation